# IOS 15
iOS 15 est la quinzième version majeure du système d'exploitation mobile iOS développée par Apple pour sa gamme d'iPhone et d'iPod touch. Il a été annoncé lors de la WWDC 2021 le 7 juin 2021 comme le successeur d'iOS 14 et sortie officiellement le 20 septembre 2021. On recense au total plus de 275 nouveautés.

## Historique

### Mises à jour
La bêta pour les développeurs d'iOS 15 est disponible le 7 juin 2021 tandis que la bêta publique est mise en ligne le 14 juillet 2021. La version finale pour le grand public est disponible depuis le 20 septembre 2021.

## Fonctionnalités

### SharePlay
iOS 15 introduit SharePlay,, une nouvelle fonctionnalité qui permet notamment aux utilisateurs Apple d'écouter de la musique à plusieurs grâce à Apple Music, de regarder une série ou un film entre amis et à distance via Apple TV+ ou encore de partager leur écran pour profiter d'une seule et même et application.
SharePlay est disponible depuis la seconde bêta développeur sur iPhone, iPad, iPod touch et Mac. Il est possible pour chaque utilisateur connecté sur une même session de contrôler l'écran en mettant par exemple pause ou play lors du visionnage d'un film ou pour passer une musique.
SharePlay s'étend aussi à l'Apple TV, les utilisateurs peuvent regarder un film ou une série sur grand écran. De grands noms tels que Disney+, ESPN+, HBO Max, Hulu, Twitch, TikTok... incluront SharePlay dans leurs services.

### Messages
iMessage permet désormais de partager des photos en « piles ». Lors de la réception de plusieurs photos simultanées, elles apparaissent de façon groupées et il est ainsi possible de les faire glisser et de les parcourir en les affichant dans l'application Photos. Celles-ci seront alors stockées grâce à une nouvelle fonctionnalité appelée « Partagé avec vous ». Cette fonctionnalité permet de voir le contenu partagé dans iMessage dans leurs applications natives pour une navigation ultérieure. Si un article Apple News ou une liste de lecture sont partagés, l'application permet de les voir à la prochaine ouverture dans les onglets « Partagés avec vous » d'Apple Music et Actualités. La mise à jour rajoute aussi de nouvelles « tenues » pour les Memoji,. De plus, au sein d'un compte iCloud familial, si un enfant reçoit ou essaye d'envoyer des photos sexuellement explicites, l’image est floutée et un message d’avertissement est affiché à l’écran.

### FaceTime
iOS 15 ajoute une vue en grille et un mode portrait à FaceTime. Apple a également facilité l'adhésion à FaceTime, avec des liens et des événements de calendrier. De fait, il est désormais possible d'utiliser FaceTime via un smartphone Android ou un ordinateur équipé de Windows grâce à son navigateur. Pour ce faire, il suffit de disposer d'un lien de connexion que seul un utilisateur Apple peut générer. L'utilisateur Android ou Windows est alors redirigé vers une page internet de son navigateur avec la possibilité de rejoindre la conversation en rentrant son nom lors de la connexion. Il n'a cependant accès qu'aux fonctionnalités de base de FaceTime; les nouvelles fonctionnalités d'iOS 15, telles que le Spatial Audio ou flouter l'arrière-plan ne sont accessibles qu'aux utilisateurs Apple.

### Safari
Safari a été entièrement repensé avec de nouveaux onglets, de nouvelles extensions et une nouvelle page de démarrage. À l'image de Safari sur MacOS Big Sur, la page d'accueil d'iOS 15 propose à son tour d'y retrouver non seulement les favoris, mais aussi les signets, les sites fréquemment visités, les suggestions Siri, les onglets iCloud, le rapport de confidentialité et la liste de lecture. Toujours à l'image de MacOS, il y a désormais la possibilité de modifier quels éléments de la liste ci-dessus apparaîtra, ainsi que de modifier l'arrière-plan ou de synchroniser la page d'accueil dans iCloud pour avoir la même sur tous ses appareils.
La barre d'onglet est désormais flottante et contient de nouvelles fonctionnalités. Toujours située en bas de l'écran, Apple souhaite « rendre les commandes plus accessibles à une seule main ». Il est cependant possible de la faire glisser vers le bas afin que celle-ci n'obstrue pas la visibilité d'une page web. De plus, les onglets sont désormais organisés grâce des aperçus de miniatures dans une grille qui défile à la verticale. Aussi, rester appuyer sur un onglet donne accès à la possibilité de le déplacer, de fermer les autres onglets ou encore de les réorganiser par titres.

### Texte en direct
iOS 15 dévoile Texte en direct, une fonctionnalité qui permet de lire le texte d'une photo prise à partir d'un iPhone. Cette technologie analyse l'information présente sur une photo afin d'en décrypter le contenu. Concrètement, en prenant une photo d'un texte rédigé manuscritement, l'appareil récupère le texte et le transforme en texte numérique.
De plus, il est aussi possible de pointer l'iPhone vers un numéro de téléphone ou une adresse pour obtenir et joindre immédiatement le numéro ou obtenir un itinéraire. Texte en direct s'étend aussi au QR codes ou aux adresses mail, en photographiant une carte de visite contenant une adresse mail Siri proposera automatiquement cette même adresse lors de la prochaine rédaction d'un e-mail.
Par ailleurs, il est possible de copier/coller du texte depuis une photo, le partager, faire une recherche dans le dictionnaire ou obtenir une traduction s'il est dans une langue autre que le français. Aussi, en faisant une recherche Spotlight il est possible d'être redirigé vers les photos contenant le mot-clé ou le texte.
À noter que Texte en direct n'est disponible que sur les iPhone ou iPad dotés d'une puce A12 Bionic ou ultérieure. Les iPhone sortis avant l'iPhone XS et XS Max et les iPad sortis avant l'iPad Air 3, l'iPad mini 5 et l'iPad 8 ne sont pas compatibles,.

### Siri
Siri peut maintenant répondre ou exécuter certaines requêtes courantes qui ne nécessitent pas d'accéder à Internet. Cette fonctionnalité nécessite d'avoir un appareil équipé d'une puce A12 Bionic ou ultérieur.

### iCloud+
iCloud+ conserve toutes ses fonctionnalités de base tel que le stockage des photos, les sauvegardes ou le trousseau et se dote à présent de trois nouvelles fonctionnalités majeures : 
- Private Relay : en vue de protéger au mieux la vie privée de ses utilisateurs, Apple ajoute un VPN. Il passe exclusivement par les serveurs Apple afin de sécuriser les connexions utilisateurs. Private Relay est inclus d'office dans Safari.
- Hide My Email : les utilisateurs ont maintenant la possibilité de créer une adresse mail unique et temporaire. Il est possible de créer autant d'adresses mail que l'utilisateur le souhaite et de les supprimer au moment voulu.
- HomeKit Secure Video : le système de vidéo sécurisée HomeKit permet de stocker un nombre illimité de caméras sans imputer le stockage iCloud.

iCloud+ inclut d'autres fonctionnalités telles que l'envoi d'un message à sa famille ou ses amis lorsque l'appareil est perdu ou volé, ou la possibilité de désigner des contacts comme héritiers du compte iCloud en cas de décès.
Ces nouveautés iCloud+ n'engendrent aucuns frais supplémentaires.

### Photos
Avec iOS 15, Apple va analyser localement sur chaque appareil les images enregistrées sur iCloud afin de voir s’il existe des correspondances avec une base de données de photographies à caractère pédopornographique connues fournies par le National Center for Missing and Exploited Children. Si tel est le cas, l’appareil va créer une suite cryptographique qui enregistre le résultat des similitudes. Une technologie appelée "secret réparti" est alors employée. Grâce à elle, le contenu des photos n'est pas envoyé à Apple, à moins que le compte iCloud Photos ne dépasse un seuil de contenu illégal (qui n'est pas connu du grand public). Une fois le seuil atteint, Apple examinera manuellement le rapport pour confirmer le contenu illégal, puis désactivera le compte de l’utilisateur et enverra un rapport au National Center for Missing and Exploited Children,. Dans un tout autre registre, un filtre est constamment activé lors des prises de photos; le but est d'éviter et atténuer l'effet de Flare.

### Autres changements
- Les animations 120 Hz de l'iPhone 13 sont corrigées dans iOS 15.4[20].
- FaceID peut fonctionner avec un masque et des lunettes dans iOS 15.4[21].
- Le carnet de vaccination peut être ajouté dans l'app Santé dans iOS 15.4[22].

## Appareils compatibles
Tous les appareils prenant en charge iOS 13 et iOS 14 supportent iOS 15. Certaines fonctionnalités ne sont pas compatibles avec certains appareils anciens comme l’iPhone SE (1ère génération) et l’iPhone 6s. Ci-dessous, la liste complète des appareils compatibles.
- iPhone
  - iPhone 6s
  - iPhone 6s Plus
  - iPhone SE (1re génération)
  - iPhone 7
  - iPhone 7 Plus
  - iPhone 8
  - iPhone 8 Plus
  - iPhone X
  - iPhone XS
  - iPhone XS Max
  - iPhone XR
  - iPhone 11
  - iPhone 11 Pro/iPhone 11 Pro Max
  - iPhone SE (2e génération)
  - iPhone 12 Mini / iPhone 12 / iPhone 12 Pro / iPhone 12 Pro Max
  - iPhone 13 Mini / iPhone 13 / iPhone 13 Pro / iPhone 13 Pro Max
  - iPhone SE (3e génération)
- iPod
  - iPod touch (7e génération)

## Problèmes
Lorsque Apple a lancé iOS 15.4, la batterie des iPhone se déchargeait beaucoup plus rapidement. Cela a été corrigé depuis la mise à jour iOS 15.4.1.